# جون غرانت (لاعب كرة قدم أمريكي)
جون غرانت (بالإنجليزية: John Grant)‏ (28 يونيو 1950 في الولايات المتحدة - ) هو لاعب كرة قدم أمريكية ولاعب كرة قدم أمريكي في مركز معرقل دفاعي. لعب مع دنفر برونكوز ويو أس سي تروجانز فوتبول ‏.

## وصلات خارجية
- جون غرانت على موقع مرجع كرة القدم المحترفة.كوم (الإنجليزية)